# Acacia riparia
Acacia riparia é uma espécie de leguminosa do gênero Acacia, pertencente à família Fabaceae.